# Neocordulia matutuensis
Neocordulia matutuensis är en trollsländeart som beskrevs av Machado 2005. Neocordulia matutuensis ingår i släktet Neocordulia och familjen skimmertrollsländor. Inga underarter finns listade i Catalogue of Life.